# 崔閏德
崔閏德（：／，1376年—1445年），又作崔潤德，字汝和、伯修，號霖谷，本貫通川崔氏。朝鮮王朝時期武將。
崔閏德是武將崔雲海之子，為武科出身，後來與父親在討伐北方女真族的戰鬥中立下武功，得到重用。1419年，追隨李從茂參加己亥東征，遠征日本的對馬島。1432年參加征討建州女真李滿住的戰鬥，在婆豬江擊敗了女真人，將朝鮮的國境線推進到鴨綠江畔。崔閏德負責鎮守新設置的四郡，建造山城防衛女真人的入侵。歷任兵曹判書、右議政、左議政的官職。死後諡貞烈，配享世宗廟庭。